# Колев, Христо
Христо Колев (болг. Христо Колев род. 21 сентября 1964, Пловдив) — болгарский футболист, играл на позиции полузащитника. По завершении игровой карьеры — футбольный тренер. Выступал, в частности, за клубы «Локомотив» (Пловдив) и греческий «Эдессаикос», а также национальную сборную Болгарии.

## Клубная карьера
Родился 21 сентября 1964 года в городе Пловдив. Воспитанник футбольной школы клуба «Локомотив» (Пловдив). Взрослую футбольную карьеру начал в 1982 году в основной команде того же клуба, в которой провел шесть сезонов, приняв участие в 103 матчах чемпионата. В составе пловдивского «Локомотива» был одним из главных бомбардиров команды, имея среднюю результативность на уровне 0,39 гола за игру первенства.
Своей игрой за эту команду привлек внимание представителей тренерского штаба греческого клуба «Панатинаикос», к составу которого присоединился в 1988 году. Сыграл за клуб из Афин следующие два сезона своей игровой карьеры.
В 1990 году заключил контракт с клубом «Атинаикос», в составе которого провел следующие два года своей карьеры.
С 1992 года четыре сезона защищал цвета клуба «Эдессаикос». Большинство времени, проведенного в составе «Эдессаикоса», был основным игроком команды.
Завершил профессиональную игровую карьеру в клубе «Локомотив» (Пловдив), в составе которого уже выступал ранее. Пришел в команду в 1997 году, защищал ее цвета до прекращения выступлений на профессиональном уровне в 1998 году.

## Выступления за сборную
В 1985 году дебютировал в официальных матчах в составе национальной сборной Болгарии. В течение карьеры в национальной команде, которая длилась 6 лет, провел в форме главной команды страны 20 матчей, забив 8 голов.
В составе сборной был участником чемпионата мира 1986 года в Мексике.

## Карьера тренера
Начал тренерскую карьеру, вернувшись в футбол после длительного перерыва, в 2012 году, возглавив тренерский штаб клуба «Локомотив» (Пловдив).

## Ссылка
- Профиль игрока и профиль тренера (англ.) на сайте Transfermarkt
- Профиль на сайте National Football Teams (англ.)